# Solo un folle può sfidare le sue molle
Solo un folle può sfidare le sue molle è il primo ed unico album del gruppo rock fiorentino Vidia, pubblicato nel 1991.

## Tracce
1. Polka
2. Solo in mezzo al bar
3. Baby la matta
4. Pvetes
5. Come pesano gli occhi
6. Trecento
7. Libertè
8. Zombie Party
9. Tricampeones
10. Blow Up